# SVN Zweibrücken
SVN Zweibrücken is een Duitse voetbalclub uit Zweibrücken.
De club werd in 1929 opgericht als SV Niederauerbach en speelde lang in de lagere klassen. In 2008 plaatste de club zich voor het eerst voor de DFB Pokal en bereikte de club de Oberliga Südwest. In juni 2009 werd de huidige naam aangenomen. In 2013 promoveerde Zweibrücken naar de Regionalliga Südwest. Na twee seizoenen degradeerde de club weer. In januari 2016 trok de club het team terug uit de Oberliga Rheinland-Pfalz/Saar en ging failliet. De club begon opnieuw in de C-Klasse, de elfde klasse.